# Pleurothallis sijmii
Pleurothallis sijmii är en orkidéart som beskrevs av Carlyle August Luer. Pleurothallis sijmii ingår i släktet Pleurothallis och familjen orkidéer.
Artens utbredningsområde är Peru. Inga underarter finns listade i Catalogue of Life.